# Rönnskär (vid Lielaxön, Pargas)
Rönnskär är en ö i Finland. Den ligger i Skärgårdshavet och i kommunen Pargas i den ekonomiska regionen  Åboland i landskapet Egentliga Finland, i den sydvästra delen av landet. Ön ligger omkring 19 kilometer sydöst om Åbo och omkring 140 kilometer väster om Helsingfors.
Öns area är 0,3 hektar och dess största längd är 80 meter i sydöst-nordvästlig riktning. Den ligger mellan två andra små öar, Notholm och Tallholm i Pemarfjärden. Ön är bebyggd.